# Réveillez-vous Picards

Drapeau de la Picardie

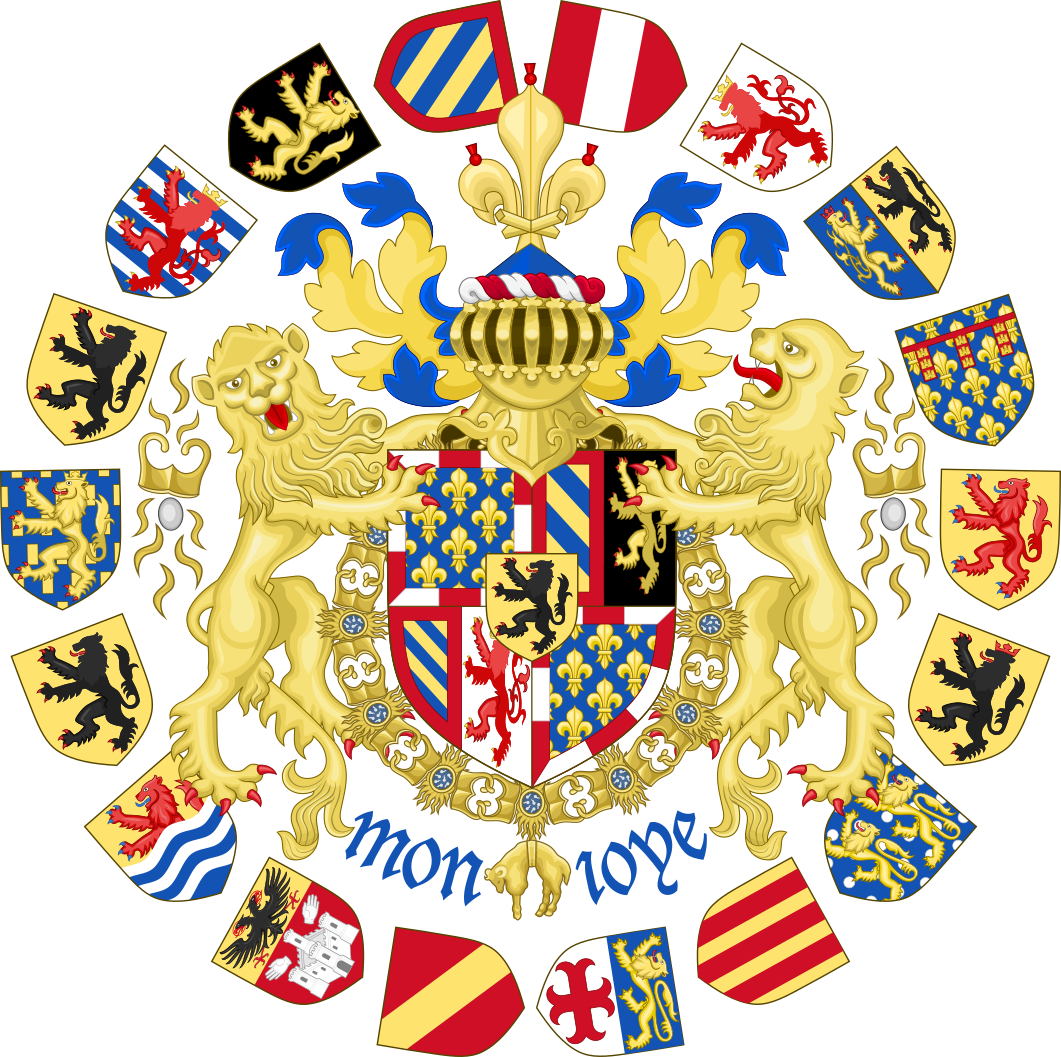
Armoiries de l'État Bourguignon, qui contenaient les comtés de Ponthieu, de Boulogne et de Vermandois en Picardie

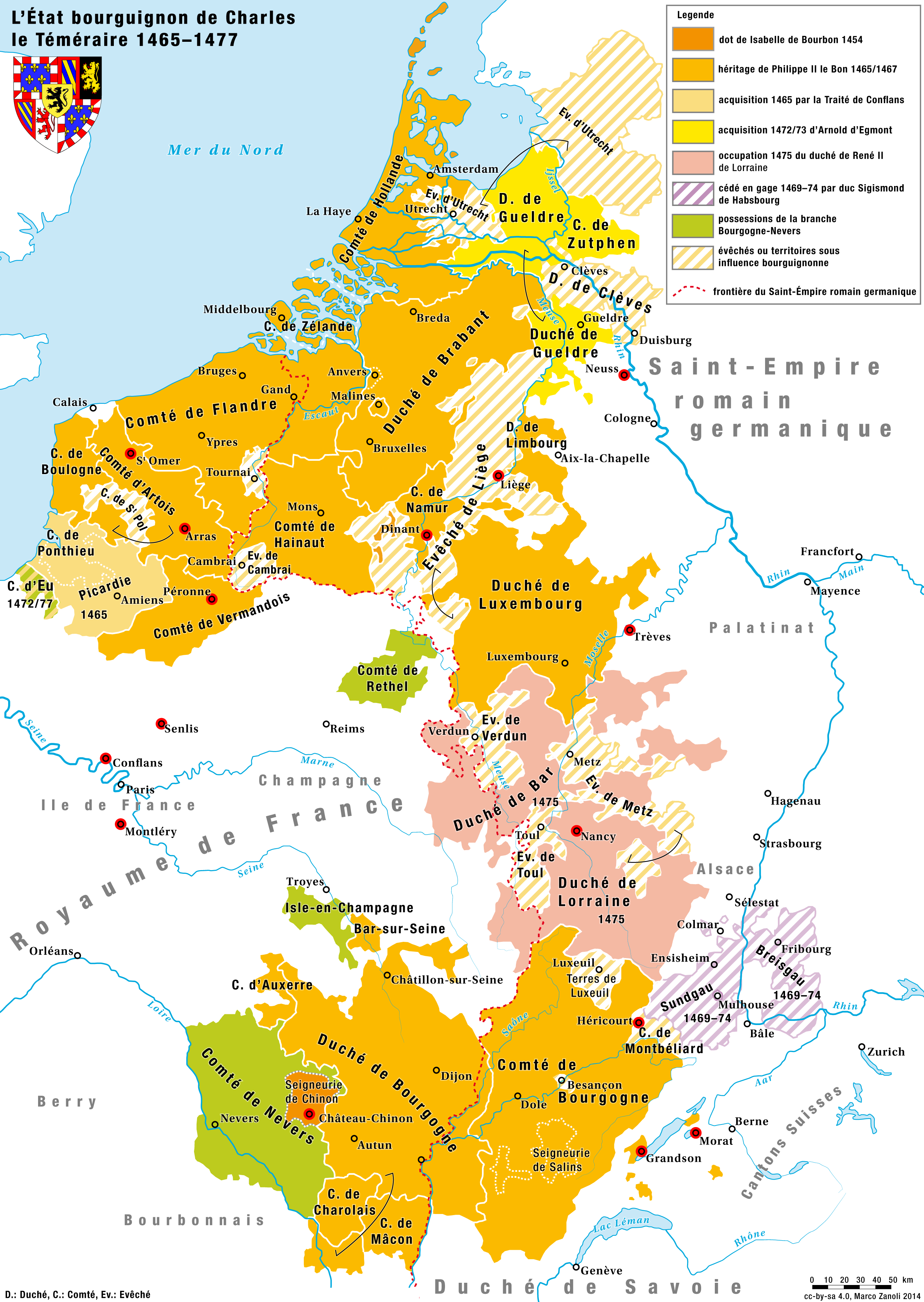
Les états bourguignons à la mort de Charles le Téméraire

Réveillez-vous Picards est un ancien chant guerrier picard, actuellement hymne régional de Picardie, et provient de l'air chanté par les soldats et mercenaires picards sous les États Bourguignons avant leur retour à la couronne de France. Il aurait été composé par un certain sieur de Blancousys à La Neuville-sous-Oudeuil, dans le Beauvaisis, en Picardie, et aurait été exécuté par Louis XI à Péronne, toujours en Picardie. Les paroles expriment leur fidélité à Charles le Téméraire et à ses héritiers. Selon Gaston Paris, cette chanson a sans doute pour auteur un Picard au service de Maximilien Ier.

## Contexte historique
Le texte semble évoquer la période qui suivit la mort de Charles le Téméraire en 1477 et le dépeçage des États bourguignons par Louis XI. Marie de Bourgogne, héritière de Bourgogne, épousa Maximilien d'Autriche. Le roi de France s'empara alors de la Bourgogne proprement dite et de la Picardie, qui avaient fait partie du royaume de France, mais ne put s'emparer durablement du comté de Bourgogne (Franche-Comté) et d'autres possessions bourguignonnes qui relevaient du Saint-Empire romain germanique.
Les paroles montrent l'attachement des Picards à Charles le Téméraire et à « l'État Bourguignon ». On peut en effet comprendre que les soldats bourguignons et picards, qui avaient servi le Téméraire pendant des années contre ceux du roi de France, aient alors supplié leur nouveau maître autrichien de les mener au combat pour reprendre le duché et se défendre contre les Français.

## Parution et évolution
En 1503, Réveillez-vous Picards est le tout premier chant de soldat publié avec sa partition imprimée, mais sans fournir les paroles dans l'exemplaire disponible à la BnF. Il disparaît ensuite du répertoire militaire pour réapparaître dans la publication érudite de Gaston Paris avec quatre couplets. On en trouvera une présentation ICI. Il est cité par Vingtrinier en 1902 sans figurer dans la collecte de Chomel (manuscrit à la bibliothèque du musée de l'Armée) ni dans l'ouvrage de Sarrepont (Chants et chansons militaires de France, major Sarrepont, lib. Illustrée, s.d.). Le chant n'est donc probablement plus au répertoire avant la guerre de 14 ni après. Il ne réapparaît qu'en 1942 dans Chansons de l'armée française ().
Son premier enregistrement militaire ne remonte pas plus haut que 1988. C'est donc dans les années 1980 que le chant réintègre le répertoire militaire. Époque où apparaissent aussi les quatre derniers couplets inconnus antérieurement. Il est donc probable qu'ils soient une construction récente. Ce chant n'est pas le seul à poser des problèmes de datation dans le répertoire militaire (cf. Eugénie ou les Dragons de Noailles). Il témoigne de la difficulté à tracer l'état d'un répertoire de tradition orale à une période donnée et à suivre l'emploi d'un titre dans l'évolution d'un répertoire.

## Texte
1. Réveillez-vous Picards,
Picards et Bourguignons,
Apprenez la manière d'avoir de bons bâtons,
Car voici le printemps et aussi la saison,
Pour aller à la guerre donner des horions.
2. Tel parle de la guerre,
Mais ne sait pas que c'est,
Je vous jure mon âme que c'est un piteux fait,
Et que maints hommes d'armes et gentils compagnons,
Y ont perdu la vie, et robe et chaperon.
3. Où est ce duc d'Autriche ?
Il est en Pays-Bas,
Il est en Basse Flandre avecque ses Picards,
Qui nuit et jour le prient qu'il les veuille mener,
En la Haute Bourgogne pour la lui subjuguer.
4. Quand serons en Bourgogne,
Et en Franche-Comté,
Ce sera qui-qu'en-grogne le temps de festoyer,
Bouterons le Roy de France dehors de ces costeaux,
Et mettrons en nos panses le vin de leurs tonneaux.
5. Adieu, adieu, Salins,
Salins et Besançon,
Et la ville de Beaune là où les bons vins sont,
Les Picards les ont bu, les Flamands les paieront,
Quatre pastards la pinte ou bien battus seront.
6. Nous lansquenets et reîtres,
Et soudards si marchons,
Sans finir de connaître où nous arriverons,
Aidons Dame Fortune et destin que suivons,
À prêter longue vie aux soldats bourguignons.
7. Quand mourrons de malheur,
La haquebute au poing,
Que Duc nostre Seigneur digne tombeau nous doint,
Et que dedans la terre où tous nous en irons,
Fasse le repos guère aux braves bourguignons.
8. Et quand viendra le temps,
Où trompes sonneront,
Au dernier ralliement, quand nos tambours batteront,
Nous lèverons bannières au ducque bourguignon,
Pour aller à la guerre donner des horions.